# トランス/TRANS
『トランス/TRANS』（原題：The Thousand Wonders of the Universe、仏題：Les mille merveilles de l'univers）は、1997年のカナダ・フランスの合作映画である。

## 概説
カナダの変態エログロSF映画で、ところどころに見せるモチーフは『ゴールド・パピヨン』と『バーバレラ』風味だが、悪趣味演出を見せるのはジャン＝ミシェル・ロー。『O嬢の物語・第二章』をさらに下品にパロディしたようなシーンもある。 主演は『狂気の愛』以来のグロテスクモノに出演するチェッキー・カリョ、敵の女に『キリング・ゾーイ』のジュリー・デルピー、女科学者にマリア・デ・メデイロスと中途半端に知名度のあるキャストのキワモノ（ゲテモノ？）SFの決定版。劇場未公開である。

## ストーリー
現場に残されたミステリーサークル。おびただしい量の電磁波。調査依頼を受けた天体物理学者ラーセン（チェッキー・カリョ）はエイリアンの関与を疑い、身体を張って調査を進めるが、ある時、彼の前に謎の女イヴァ（デルピー）が現れ、調査に支障をきたす･･･。また謎の物体やおどろおどろしい事態に巻き込まれたりとラーセンの行く手を阻む障害が現れるが･････。

## スタッフ
- 監督・脚本：ジャン＝ミシェル・ロー（フランス語版）
- 製作：フランソワ・フリー、クロード・レジェ、ブリジット・ジャーメイン
- 脚本：レジーヌ・アバディア、アレクシス・ガルモ、ロバート・グレイ
- 撮影：ミシェル・アマチュー（フランス語版）
- 音楽：ミック・モリス（英語版）、トレポレム・パル（フランス語版）

## キャスト
- チェッキー・カリョ
- マリア・デ・メデイロス
- ジュリー・デルピー
- チック・オルテガ（フランス語版）
- フェオドール・アトキーヌ（フランス語版）
- パスカル・ビュシエール（フランス語版）